# Karel Dewetter
Karel Dewetter, příjmení psáno též De Wetter (2. října 1882 Dobřejovice – 12. září 1962 Praha) byl český spisovatel, autor fantastických a dobrodružných knih pro mládež.

## Život

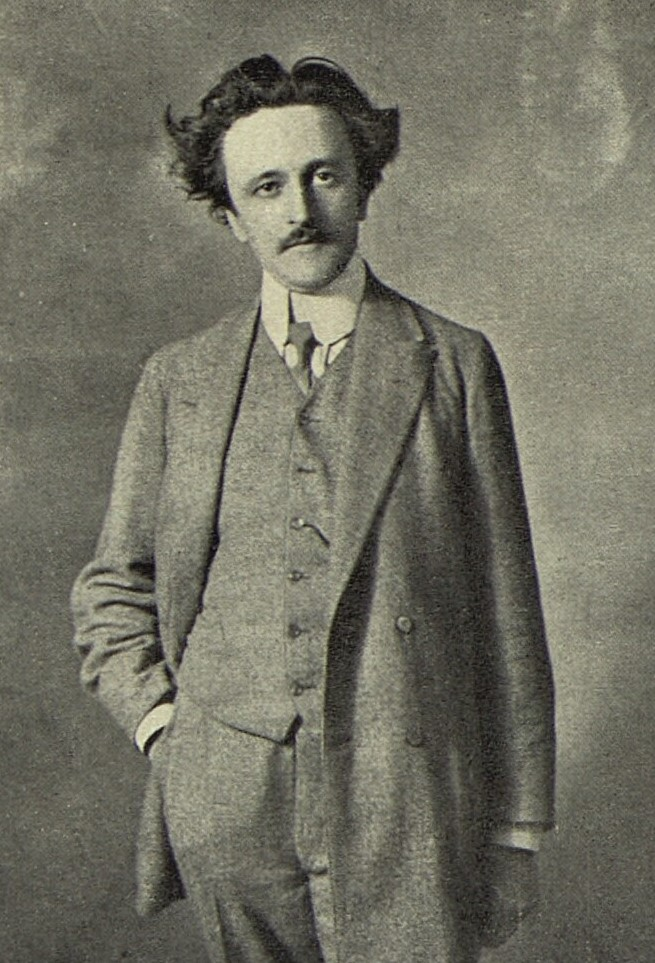
Karel Dewetter (Český svět 1911)

Narodil se v rodině knížecího důchodního v Dobřejovicích Karla Dewettera (*1834) a jeho manželky Kateřiny, rozené Loulové (* 1845). (Matka Karla Dewettera byla dcera řeznického mistra v Týně nad Vltavou, kde se také roku 1881 za Karla Dewettera staršího provdala.) Otec získal zaměstnání v rodišti své manželky, Týně nad Vltavou. Rodina žila v přízemním domě se zahradou na nádvoří zámku. Toto prostředí ovlivnilo pozdější Dewetterovu tvorbu. Obecnou a měšťanskou školu vychodil v tomto městě, studia na gymnáziu započal v Českých Budějovicích a dokončil v Praze.
Po studiích byl nejprve státním úředníkem, v letech 1913—19 pracoval jako redaktor v nakladatelství Šolc a Šimáček. Po vystudování Státní knihovnické školy se roku 1919 se stal ředitelem tiskového oddělení a knihovny v ministerstvu financí. V tomto zaměstnání setrval do roku 1941, kdy odešel do penze.

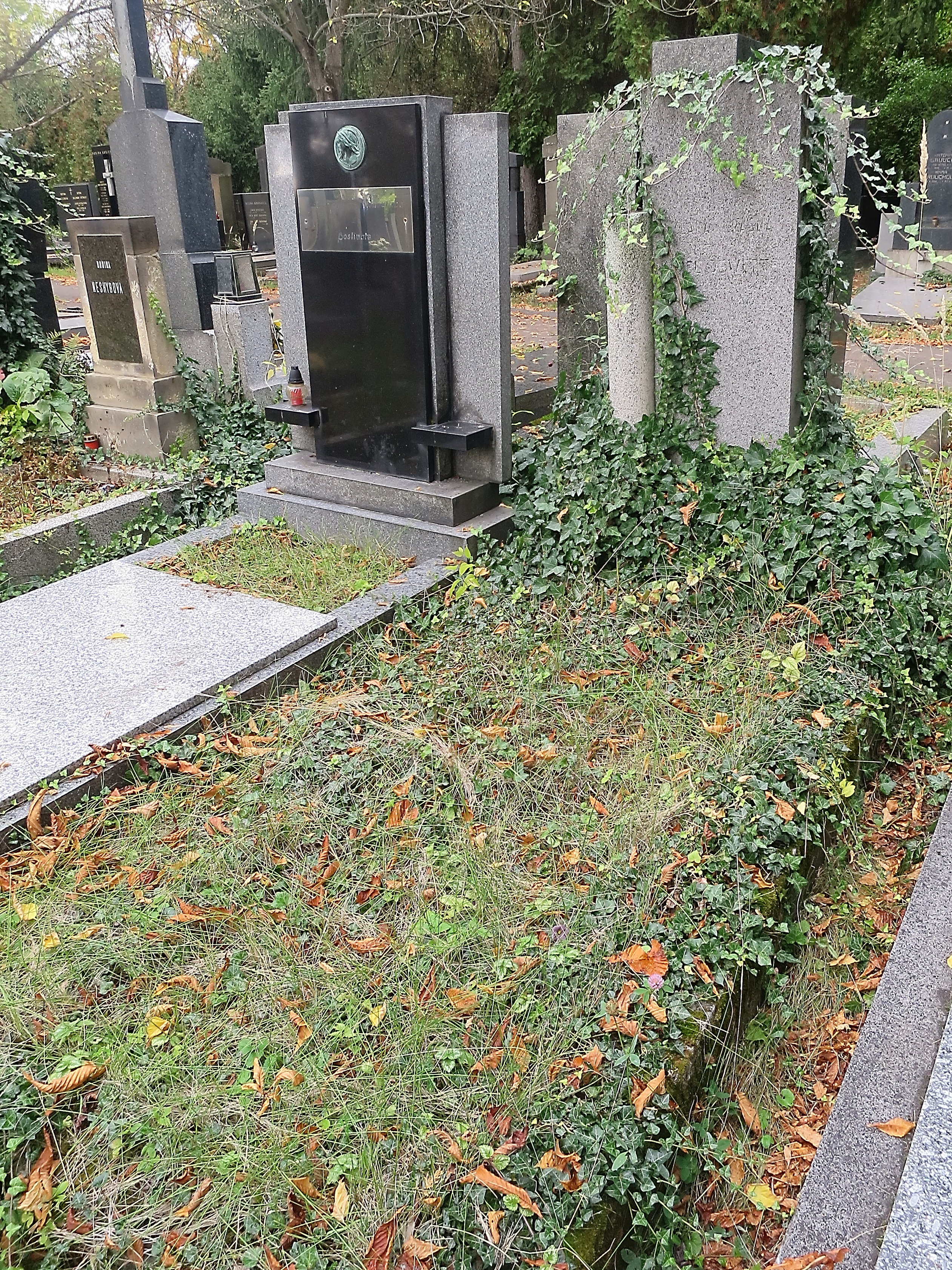
Hrob Karla Dewettera v Praze na Vinohradském hřbitově

Zemřel v Praze. Pohřben je na pražském Vinohradském hřbitově, hrob je neudržovaný a obtížně dohledatelný.

### Rodinný život
Dne 6. října 1927 se v Praze (kostel Nejsvětější Trojice v Podskalí) oženil s vdovou Marií Maasovou (rozená Krásová, * 1884, ovdověla 1914). Nevěsta již měla z prvního manželství tři děti – syny Aloise a Antonína a dceru Kláru. Manželé Dewetterovi vlastní děti neměli.

## Dílo

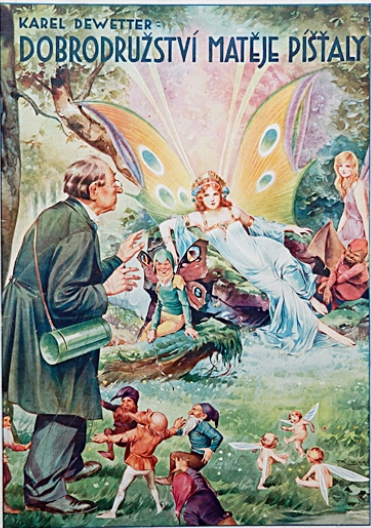
Karel Dewetter: Dobrodružství Matěje Píšťaly (obálka Věnceslav Černý, 1933)

Karel Dewetter byl především regionálním autorem. Město Vltavín, které se objevuje v jeho verších i v prózách pro děti i pro dospělé, je ve skutečnosti Týn nad Vltavou. Z děl odehrávající se ve Vltavínu patří k nejhodnotnějším Neuvěřitelná dobrodružství Davida Damiána (vydáno i v roce 1975 nakladatelstvím Albatros). Toto vydání obsahuje tři autorova díla z let 1913 až 1927: Podivuhodné příběhy Damiánovy, Drahokam z hvězd a Městečko na ostrově.
Rozsáhlé dílo Karla Dewettera, které zahrnuje poezii i prózu, je pestré i námětově. Jeho baladické básně jsou ovlivněny Erbenem, Vrchlickým i Nerudou. Jako prozaik byl pod vlivem Zeyerova novoromantismu, jeho dílo zahrnuje i starosvětské a idylické příběhy z 19. století, stejně jako romantické příběhy z historie Francie. Romány pro děti ovlivnil Jonathan Swift a zejména Jules Verne.
Psal též pod pseudonymy De Wetter, Karel de Wetter, Karel Veltrovský.

### Příspěvky v časopisech
Karel Dewetter přispíval do časopisů Máj (od roku 1903), Osvěta, Rudé květy (1910), Světozor, Topičův sborník (1919); Zlatá Praha (od 1904); Zvon (1911–1941).

### Knižní vydání
- Ballady (Král. Vinohrady, Melpomene, 1904)
- Zpěvy duše (Lyrika, Prachatice, A. Winter, 1904	Zobrazení exemplářů s možností jejich objednání
- Malostranská trilogie (Josef R. Vilímek, 1910, 1911)
- Skřítek Puk (jeho život a podivuhodná dobrodružství, jak sám o nich vypravuje; ilustroval J.T. Blažek; V Praze, Hejda & Tuček 1911; Šolc a Šimáček 1925)
- Náš pradědeček (romance z dob posledních copů; Praha, E. Šolc, 1913)
- Podivuhodné příběhy Damiánovy (ilustroval Věnceslav Černý; Praha, Vilímek, 1913)
- Zlatý věk (epopej z doby rudolfínské; V Praze, Alois Hynek, 1915?)
- Můj strýc Sylvestr (šprýmovná povídka o jeho příhodách a nehodách; V Praze-Karlíně, Emil Šolc, 1916)
- Rukopis v láhvi (Praha, Emil Šolc, 1916, 1917)
- Granátník císařův (Praha, Emil Šolc, 1917)
- Poklad Mary Glowe (Praha, Emil Šolc, 1917)
- Listy z Vltavína (Novely; Praha, Emil Šolc, 1918)
- Vlast osvobozená! (Praha, Emil Šolc, 1918)
- Česká píseň (V Praze, Emil Šolc, 1919)
- Mrtví žijí (Praha, Šolc a Šimáček, 1919)
- Román Richarda Loma (Praha, Unie, 1920)
- Tabatěrková princezna (román, ilustrace Josef Kočí, Praha, Šolc a Šimáček, 1920)
- Hřích Jany Grimové a jiné povídky (Praha, Šolc a Šimáček, 1921)
- Pohádka o domově (ilustrace Rudolf Adámek; Praha, Šolc a Šimáček, 1921)
- Pramen (Praha, F. Topič, 1922)
- Drahokam s hvězd (Nová dobrodružství Davida Damiana na moři, ilustrace Věnceslav Černý; Praha, Vilímek, 1923)
- Světla buditelů (román z dob poprobuzenských / Karel Dewetter ; ilustroval O. Cihelka; V Praze, Josef R. Vilímek, 1924)
- Děti revoluce (román z dob Velké revoluce francouzské, Díl I.-IV, ilustroval Josef Kočí; V Praze, Šolc a Šimáček, 1925, 1926)
- Poslední cop (Staropražská romance, ilustrace Fr. Vrobl; Ml. Boleslav, K. Vačlena, 1926)
- Loupežníci z českých lesů (veselá romance ze starých časů, ilustroval Klement Guth; Praha, F. Topič, 1927)
- Městečko na ostrově (Poslední podivuhodné příhody Davida Damián, ilustroval Věnceslav Černý; Praha, Josef R. Vilímek 1927)
- Nebeská romance (ilustrace Fr. Vrobel; V Praze, Máj, 1927)
- Jihočeská elegie (feuilletony veršem; V Praze, Šolc a Šimáček, 1929)
- Zelená čepice (ilustroval Věnceslav Černý; Praha, Jos. R. Vilímek, 1930)
- Zlatý kolovrat : ballady (V Praze : Šolc a Šimáček, 1930)
- Jezerní panna (Balady a pověsti; V Praze, Šolc a Šimáček, 1931)
- Píseň o plavci a mořské víle a jiné starobylé zpěvy (Praha; Šolc a Šimáček, 1931)
- Dáma v zrcadle a jiná dobrodružství lásky a vášně (V Praze, Šolc a Šimáček, 1932)
- Bruncvík (Národní rapsodie o X zpěvech; V Praze, Šolc a Šimáček, 1933)
- Neuvěřitelná dobrodružství Matěje Píšťaly na zemi, ve vodě i v povětří (ilustroval Věnceslav Černý; V Praze, Jos. R. Vilímek, 1933)
- Vltavínská dobrodružství (hrst pohádek a pověstí z jihočeského města, ilustroval Václav Čutta a J. Kočí; V Praze, Jos. R. Vilímek, 1937)
- Balady (V Praze, Šolc a Šimáček, 1939)
- Divotvorná tabatěrka (pohádky ze starých časů, s divy a kouzly, ilustroval Rudolf Zezula; v Praze, Šolc a Šimáček, 1942)
- Věnec bájí a pověstí (obálka a obrázky Jaroslav Vojna; V Jaroměři, "Ars" Doležal & Steinbrener, 1944)
- Neuvěřitelná dobrodružství Davida Damiána (ilustroval Cyril Bouda; literárně upravila Jana Hošková; doslov napsal Vladimír Kovářík; Praha, Albatros, 1975; obsahuje díla Podivuhodné příběhy Damiánovy, Drahokam z hvězd a Městečko na ostrově)

## Posmrtná připomínka
Dewetterova ulice je v Týně nad Vltavou.

## Zajímavosti
Karel Dewetter věřil, že je potomkem francouzského šlechtického rodu de Wetter d'Altamour, který měl do Čech přijít v době třicetileté války. Do roku 1922 se podepisoval a díla zveřejňoval pod příjmením de Wetter. Minimálně po dvě předchozí generace ale bylo příjmení zapisováno Dewetter.